# 일액현상

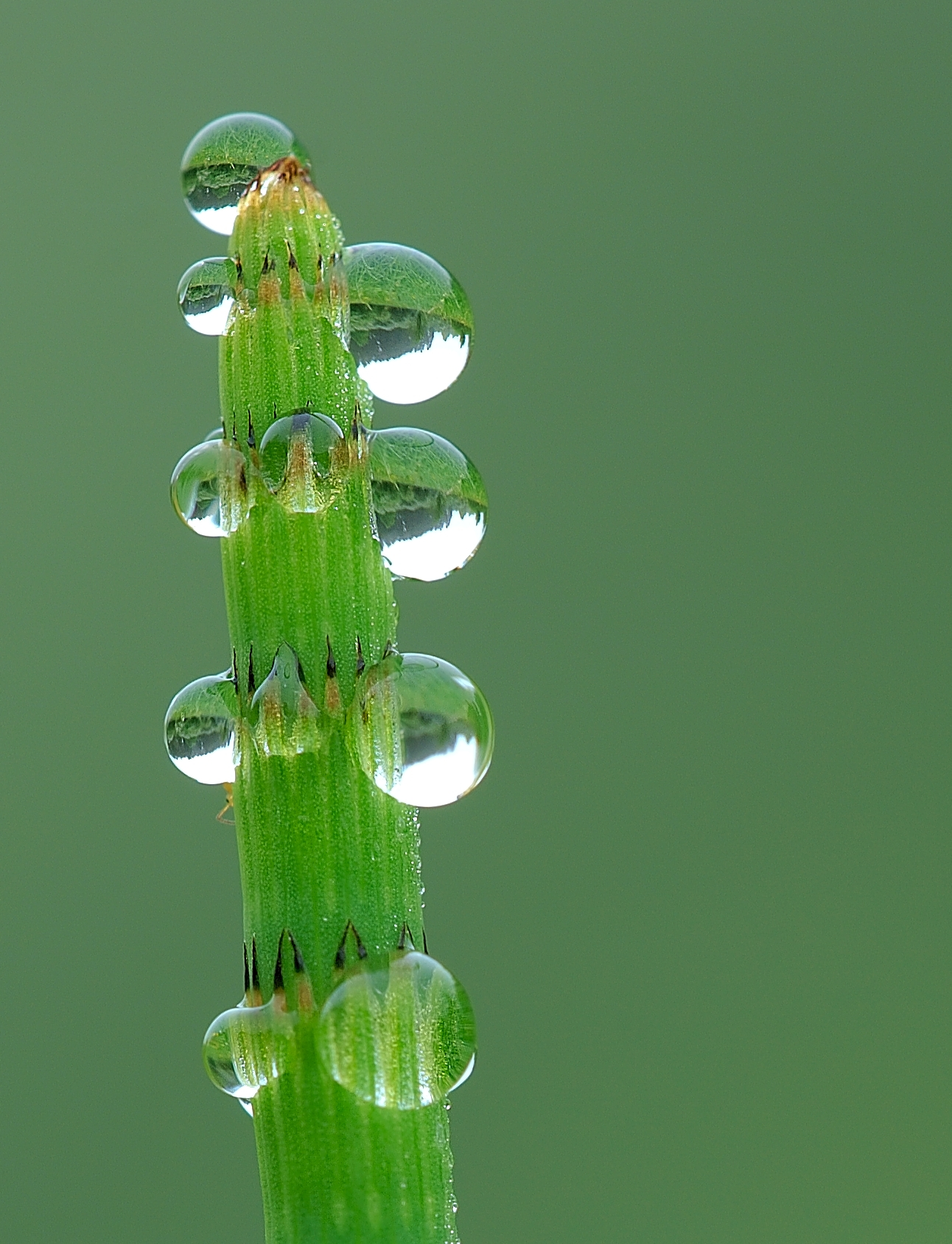
Equisetum에 일어난 일액현상

일액현상(溢液現像)은 목초 및 여러 균류와 같은 일부 관다발 식물의 잎 끝이나 가장자리에 물관부에서 흐르는 수액이 배출되는 것이다. 일액현상은 대기에서 수증기가 식물 표면에  응축되는 이슬과 혼동되어서는 안된다. 일액현상은 일반적으로 야간에 발생한다.

## 과정

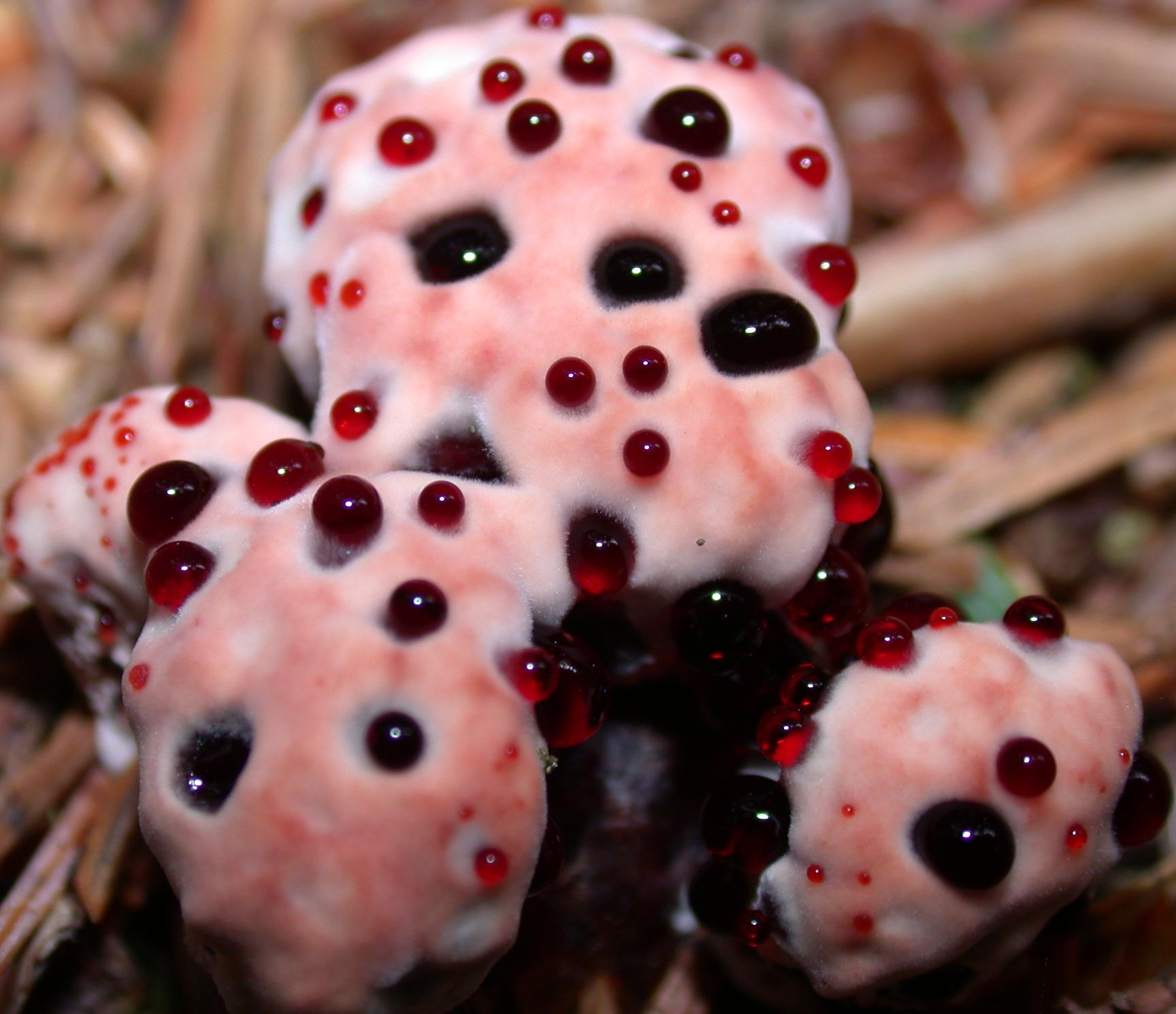
치아 곰팡이, Hydnellum peckii에 맺힌 진홍색 일액

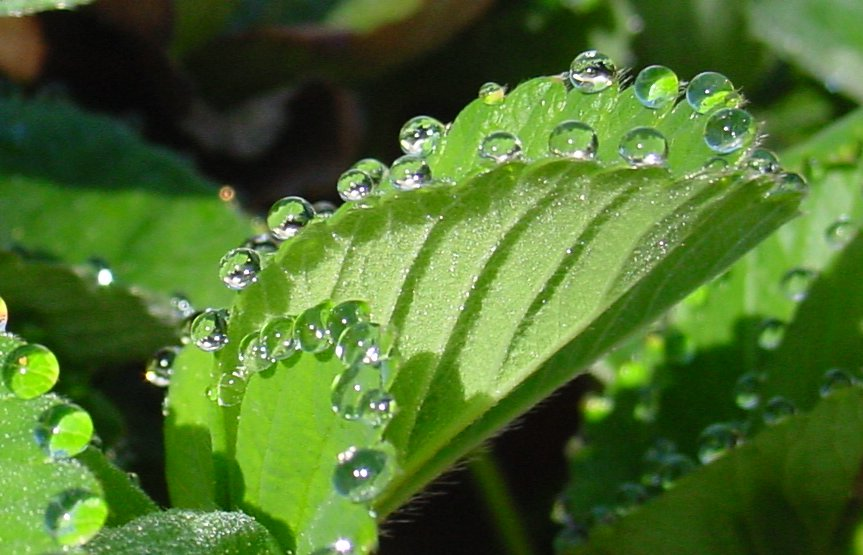
딸기잎의 일액

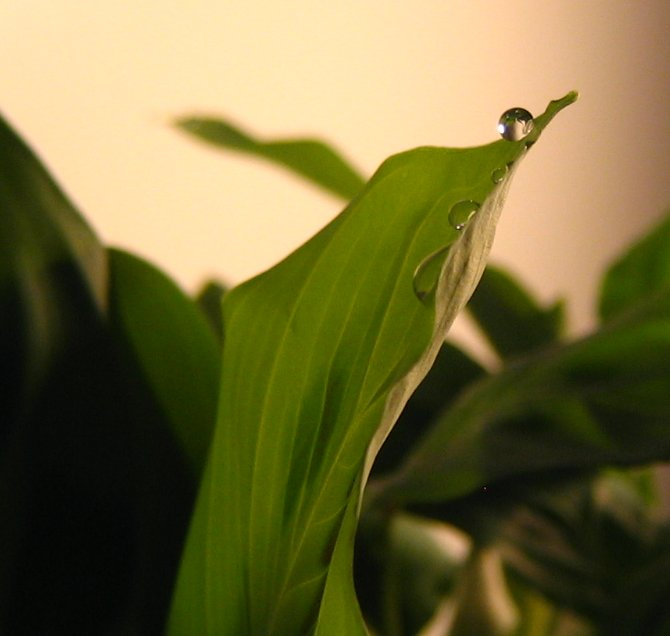
기도 식물의 일액

대부분의 식물은 기공이 닫혀 있기 때문에 밤에는 일반적으로 증산이 일어나지 않는다. 토양에 수분이 많으면 뿌리의 수압이 토양 용액보다 낮기 때문에 물이 식물 뿌리로 들어간다. 물은 식물에 축적되어 뿌리에 압력이 발생한다. 뿌리의 압력으로 일부 물이  잎 끝이나 가장자리, 수초 또는 수관을 통해 스며들어 물방울이 형성된다. 뿌리의 압력은 증산력이 아니라 배출 압력으로 작용한다. 일액현상은 밤과 같이 증산작용이 억제되고 상대 습도가 높을 때 가장 두드러진다.
곰팡이의 일액형성은 육안식별에 있어 중요하나 원인 과정은 잘 알려져 있지 않다. 그러나, 균류의 생애주기에서 급속한 성장 단계와 관련이 있기 때문에, 급속한 대사 과정에서 호흡으로 생성된 과잉 수분이 배출된다는 가설이 세워졌다.

## 같이 보기
- 항상성
- 삼투

## 참고 문헌
1. ↑  Parmasto, Erast; Voitk, Andrus (2010). “Why do mushrooms weep?”. 《FUNGI》 3 (4).